# Сыдиево (Сливенская область)
Сыдиево (болг. Съдиево) — село в Болгарии. Находится в Сливенской области, входит в общину Нова-Загора. Население села на 15 сентября 2008 года составляет 808 человек.

## История
Село основано в 1885 году; до 1906 года называлось Кадыкёй, затем до 1934 года Източно-Сыдиево, а с 14 августа 1934 года — Сыдиево. С 1935 года село относилось к кметству с центром в селе Конёво. С 1979 года в селе было образовано отдельное кметство в общине Нова-Загора.

## Политическая ситуация
В местном кметстве Сыдиево, в состав которого входит Сыдиево, должность кмета (старосты) исполняет Димитр Христов Петков по результатам выборов правления кметства.
Кмет (мэр) общины Нова-Загора — Николай Георгиев Грозев (Граждане за европейское развитие Болгарии (ГЕРБ)) по результатам выборов в правление общины.